# Slepuška krtčí
Slepuška krtčí (Ellobius talpinus) je druh hlodavce z čeledi Cricetidae. Je rozšířen na rozsáhlém území východní Evropy a Asie.

## Rozšíření
Tento druh se vyskytuje v Kazachstánu, Turkmenistánu, Kyrgyzstánu, Uzbekistánu, na Ukrajině, v jižním Rusku, na západní Sibiři, v severním Afghánistánu, Mongolsku a severní Číně.

## Morfologie
Slepuška krtčí je drobný savec o délce těla zhruba 130 mm s krátkým ocáskem, o váze do 70 g. Samička je o něco větší než sameček. Tělo má klínovitý obrys, hlava je plochá, krk krátký, svalstvo předních končetin mohutně vyvinuté. Má krátkou, hustou hnědavou srst, na spodní části těla poněkud světlejší. Tlapky jsou holé a růžové. Slepuška je přizpůsobena životu pod zemí; nory si hloubí s pomocí velkých řezáků.

## Chromozomy
V karyotypu má 2n = 54. Chromozom Y je přítomen, na rozdíl od  příbuzných druhů E. lutescens a E. tancrei.

## Biologie
Slepuška krtčí je denní živočich, aktivní během celého dne. Její aktivita se snižuje v obdobích sucha a v zimě, neupadá však do pravé hibernace. Studie z roku 2001 zjistila, že adaptace tohoto druhu na extrémy kontinentálního klimatu spočívá na výrazných sezónních změnách termoregulace. Březost trvá tři týdny při třech až čtyřech vrzích ročně. Mláďata rychle rostou a ve věku šesti týdnů dosahují pohlavní zralosti.

## Ekologie
Jde o koloniální druh, žijící ve skupinách kolem deseti jedinců, zpravidla v rodinných skupinách s rodičovským párem a mláďaty z jednoho či dvou vrhů. Nory jsou složité: vchody jsou obvykle uzavřeny zeminou a hnízdní i zásobní komory jsou obvykle zhruba 4 m pod povrchem. Slepušky se živí kořínky, cibulkami, hlízami a šťavnatými oddenky; v létě a na podzim shromažďují menší zásoby potravy. Na povrch vycházejí pouze zřídka kromě vynášení vyhrabané zeminy nebo přesunu na jiná stanoviště, kdy urazí vzdálenost do 800 m. Velikost populace kolísá pod vlivem nakažlivých chorob, parazitů, krutých zim s hlubokým promrzáním půdy, jarních záplav nor vodou z tajícího sněhu a ptačích i savčích predátorů. 